# Dyspessa ulula
Dyspessa ulula é uma espécie de insetos lepidópteros, mais especificamente de traças, pertencente à família Cossidae.

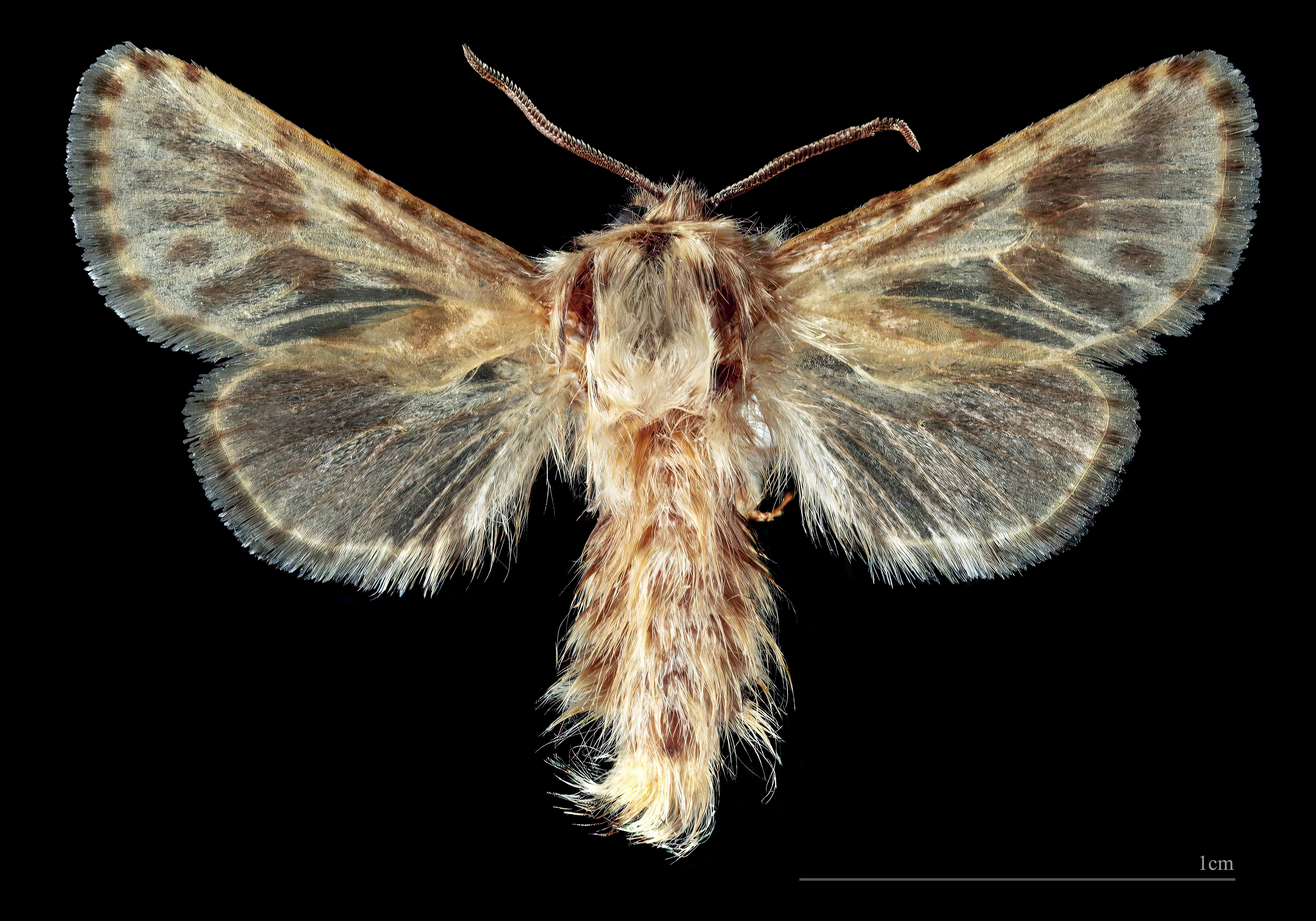
♂
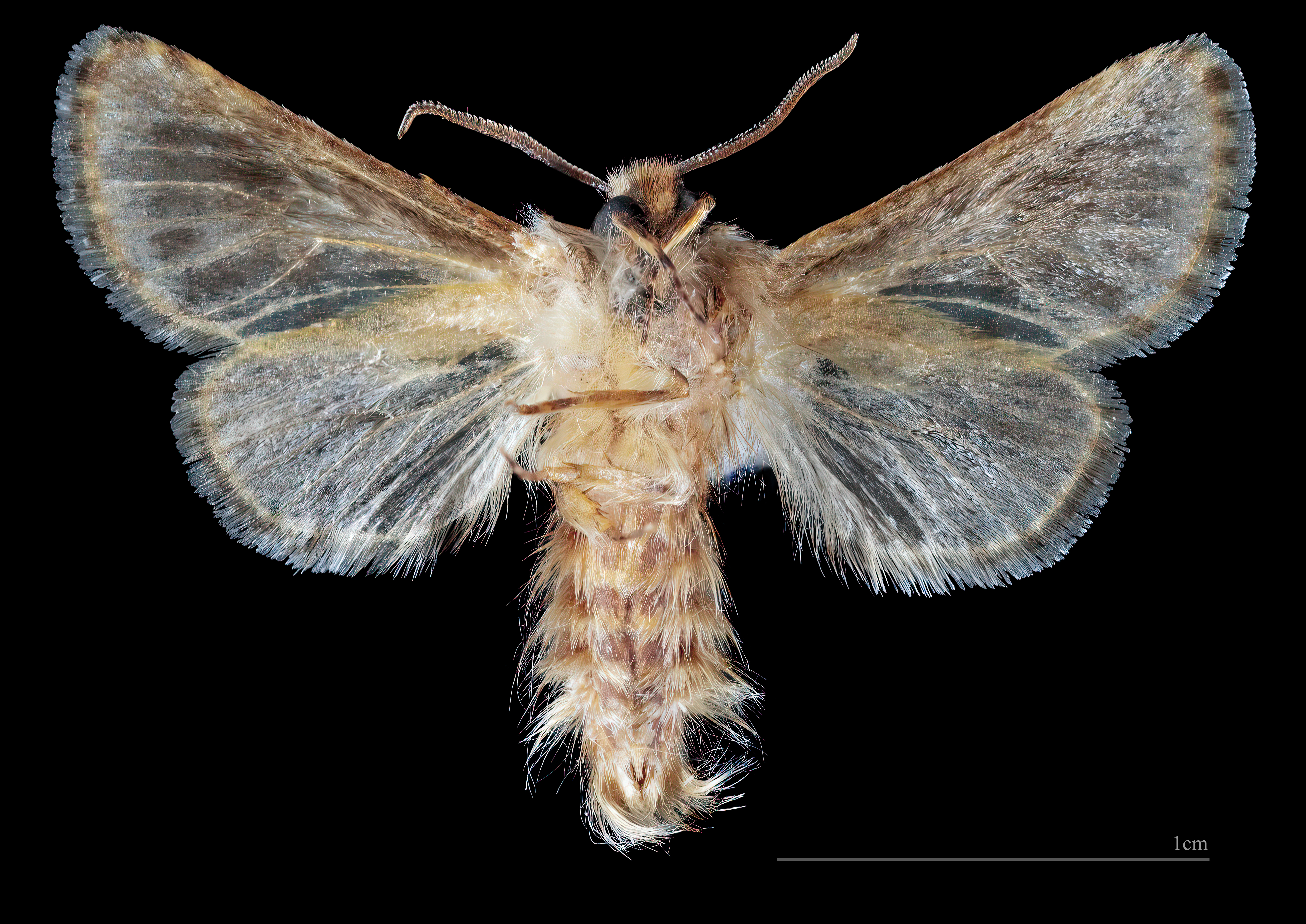
♂ △

A autoridade científica da espécie é Borkhausen, tendo sido descrita no ano de 1790.
Trata-se de uma espécie presente no território português.